# Sannae-myeon, Namwon
Sannae-myeon (koreanska: 산내면) är en socken i den södra delen av Sydkorea. Den ligger i kommunen Namwon i provinsen Norra Jeolla, 250 km söder om huvudstaden Seoul.